# Donabate

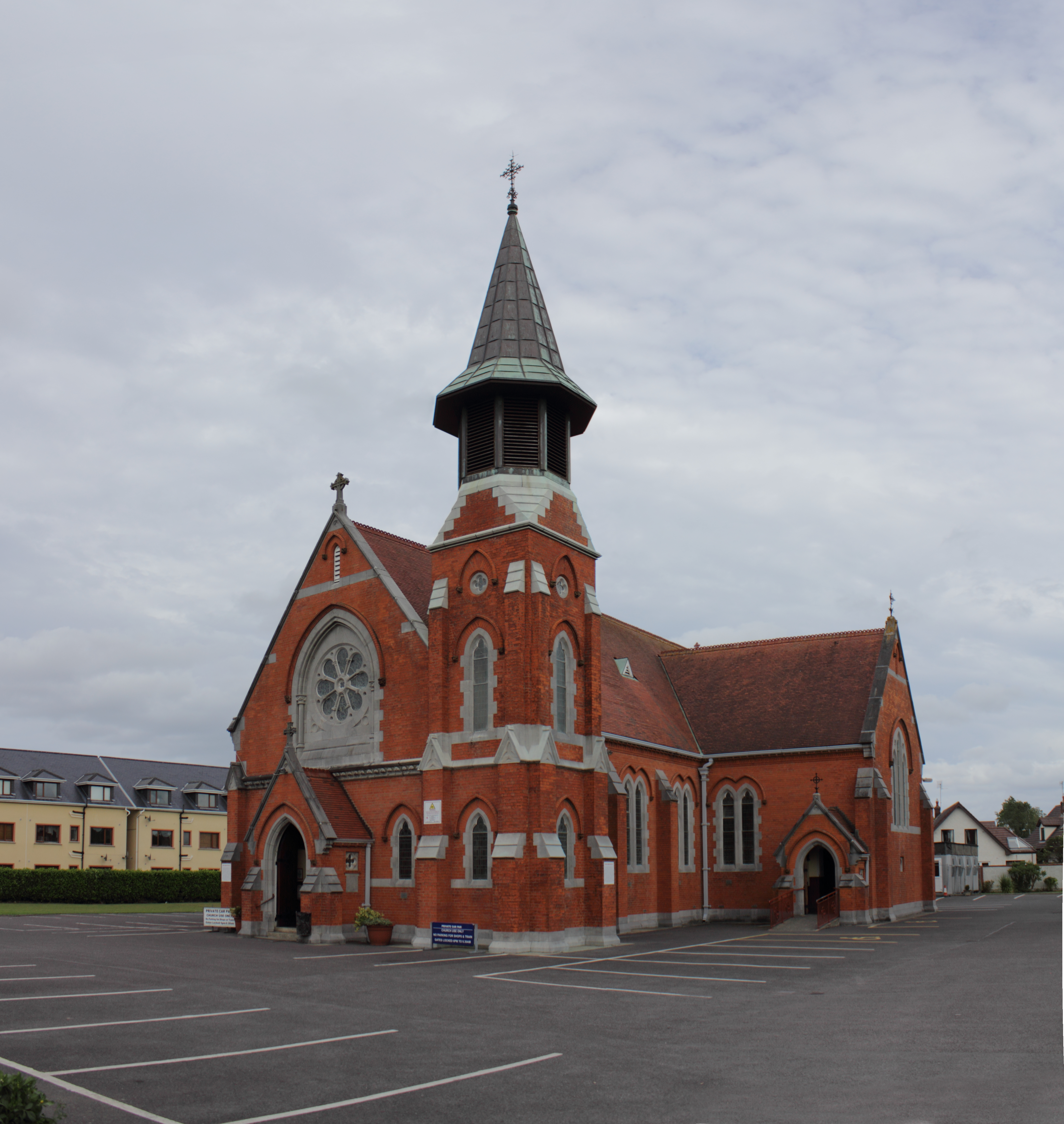
Église Saint Patrick (catholique)

Donabate (Domhnach Bat en irlandais) est une ville du comté de Fingal en république d'Irlande.
Donabate fait partie de la banlieue de Dublin, étant éloignée de 25 km de la capitale irlandaise. Elle est établie sur une petite péninsule, sur la mer d'Irlande, qu'elle partage avec la ville de Portrane.
La véritable origine de son som s'est perdue ; Donabate est parfois orthographié « Donaghbate »
La ville de Donabate compte 5 713 habitants (2006). Elle en comptait seulement 714, dans 150 maisons, en 1912. Son expansion est récente, grâce à des accès routiers et ferroviaires aisés vers Dublin :
- 1996 : 1 866 hab.
- 2002 : 3 854 hab.
- 2006 : 5 713 hab.